# Welwyn Garden City F.C.
Welwyn Garden City F.C. là một câu lạc bộ bóng đá Anh đến từ Welwyn Garden City, Hertfordshire. Hiện tại đội bóng đang thi đấu ở Spartan South Midlands League Division One, nằm ở Cấp độ 10 trong Hệ thống các giải bóng đá ở Anh.

## Lịch sử
Khi được thành lập năm 1921, Welwyn Garden City FC khởi đầu ở Metropolitan League. Sau đó câu lạc bộ chuyển đến Spartan League, lần đầu tiên trong 2 năm ở năm 1927. Trong mùa giải 1927-28, câu lạc bộ giành được danh hiệu đầu tiên là Herts Charity Shield, sau khi đánh bại Hoddesdon Town 5-2.
Năm 1952, Welwyn Garden City gia nhập London League, mà sau đó giải trở thành Greater London League. Tại thời điểm đó, câu lạc bộ được dẫn dắt bỏiw Harry Hibbs, làm thủ môn đội tuyển Anh 1 lần, Harry trở thành một trong hai cựu thủ môn quốc tế từng thi đấu ở ‘The Citizens’, người còn lại là Alex Massie nằm ở phía Bắcr.
Năm 1954 chứng kiến câu lạc bộ trở lại Spartan League và 2 năm sau đó họ được chọn trở thành viên liên kết của Football Association. Điểm dừng tiếp theo là bóng đá hạt với sự chuyển đến Herts County League năm 1959.
Câu lạc bộ chuyển đến sân nhà hiện tại Herns Lane từ năm 1968 và có trận đấu đầu tiên với Knebworth tại Aubrey Cup, ngày 16 tháng 11 năm đó.
Năm 1973, Welwyn Garden City gia nhập South Midlands League và vô địch Premier Division ngay ở mùa giải đầu tiên. Mùa giải sau đó họ vào đến chung kết League Challenge Trophy, bị đánh bại bởi Barton Rovers, 3-1 sau 2 lượt đấu.
Mùa giải 1976/77 chứng kiến câu lạc bộ không còn giữ vị thế đứng đầu, và sau đó là cuộc chiến dài 5 năm để giữ lấy nó. Trong những năm thi đấu tại First Division, đội bóng không bao giờ về đích với vị trí thấp hơn thứ 5 và ở mùa giải 1981/82, họ vô địch và ghi được hơn 100 bàn thắng.
Cũng trong năm đó câu lạc bộ vào đến chung kết League Challenge Trophy, nhưng một lần nữa vẫn là á quân khi thất bại 3-0 sau 2 lượt đấu trước Stotfold.
Mùa giải 1984-85 cuối cùng đã mang lại thành công ở giải cup, dưới sự dẫn dắt của John Sneddon họ đánh bại Pirton 2-0 để nâng cup đầu tiên Herts Senior Centenary Trophy. Cuối mùa giải đó John Sneddon quyết định về hưu và được thay thế bởi cựu lãnh đạo của Sudbury Court, Ray Sullivan, và nhiệm vụ đầu tiên của ông là xây dựng lại đội hình. 12 tháng sau đội bóng kết thúc ở vị trí thứ 2, vụt mất danh hiệu với một số phong độ bất thường ở những vòng đấu cuối.
Trong mùa giải 1986-87 và 1987-88 câu lạc bộ giành chức vô địch ở Herts Charity Shield, giúp họ là đội thứ 6 giành lại được The Shield. Cuối mùa giải 1986/87, dàn đèn đã được lắp đặt trene sân Herns Lane.
Mùa giải 1988-89, câu lạc bộ về đích trong top 6 và cũng góp mặt trong 2 trận chung kết, League Challenge Trophy và Herts Senior Centenary Trophy. Tuy nhiên đội bóng đều thất bại cả hai trận trong 5 ngày.
Mùa giải 1990-91, Ray Sullivan chùng xuống và bắt đầu một mùa giải mà câu lạc bộ phải thử nhiều sự kết hợp khác nhau, trong đó có Dave Lawrence, Jock Bruce, cựu cầu thủ Pat Maslen và Ian Priest. Trong giai đoạn này lần gần nhất đội bóng suýt có được cái gì đó là vào được chung kết Herts Charity Shield, dưới sự dẫn dắt của Pat Maslen. Tuy nhiên danh hiệu tuột khỏi tầm tay khi thua Sawbridgeworth Town trong loạt sút luân lưu sau trận hòa 2-2.
Mùa giải 1996-97, City tìm đến Malcolm Doctor, người trước đây đã lãnh đạo Hatfield Town giành được vị trí thứ 2 ở South Midlands League. Mọi người rất lạc quan về những tháng ngày chiến thắng sẽ trở lại ở Herns Lane. Họ vào được 2 trận chung kết cup, League Challenge Trophy và Southern Combination Cup, nhưng lại một lần nữa Citizens hụt mất danh hiệu.
Với sự ra đi của Malcolm Doctor, Citizens liên kết với người hàng xóm ở Conference, Stevenage Borough FC, và cải thiện độ hình với những cầu thủ trẻ ở Boro’s EFCO cùng với sự huấn luyện của Dave Bullock và Bill Bannister. Tuy nhiên, mặc dù vào được Vòng loại 3 của FA Cup, mùa giải trở nên sụp đổ khi đội hình bị chia cắt và sau đó là cuộc chiến trụ hạng.
Mùa giải 1999-2000 nhìn được quá trình tái thiết đội bóng của cựu huấn luyện viên Somersett Ambury V&E là Dave Steadman, ông được giao nhiệm vụ dẫn dắt The Citizens bước vào thiên niên kỷ mới. Tuy nhiên xu hướng đi xuống của câu lạc bộ vẫn tiếp tục và đến mùa giải 2001-02 họ xuống chơi ở First Division, vì vậy kết thúc một trong những giai đoạn bất bại dài nhất tại Premier Division.
Guillermo Ganet được bổ nhiệm thay thế với nhiệm vụ đem vinh quang về cho đội bóng và hai mùa giải sau đó, câu lạc bộ đã trở lại Premier Division. Mùa giải đầu tiên trở lại ấn tượng khi về đích trong top 3, tuy nhiên cuối mùa giải, huấn luyện viên và nhiều cầu thủ đã chuyển đến Berkhamsted Town.
Howard Cowley được trao cơ hội ở mùa giải 2005-06; ông ấy mang đến nhiều kinh nghiệm không chỉ từ South Midlands League mà còn là tất cả các hạng đấu ở Ryman League. Trong giai đoạn tiếp quản của ông, đội bóng có một chuỗi 19 trận bất bại xuất sắc và cũng tạo ra thành tích tốt nhất ở FA Cup khi chỉ thua sát nút trước đương kim vô địch Conference South là Histon. Câu lạc bộ cũng kéo dài chặng đường ở FA Vase khi vào đến Vòng 5 chỉ đến khi xảy ra lỗi quản lý khiến họ không thể đi xa hơn. Các cầu thủ Joe Devera, Nick Brindley và Harry Hunt được mời hợp đồng gia nhập Barnet FC và vua phá lưới của mùa giải, Bradley Woods-Garness đến chơi tại Farnborough Town. Mùa giải 2006-07 chứng kiến vị trí thứ tư của câu lạc bộ trên bảng xếp hạng, trở thành đội duy nhất đánh bại đương kim vô địch League và Cup Edgware Town trên sân nhà White Lion của đối thủ trong khi tạo nên cú đúp trước kình địch Hertford Town với 2 chiến thắng khả quan.
Theo sau sự ra đi của Howard Cowley, hàng loạt huấn luyện viên ra sức vực dậy đội bóng. Tuy nhiên sự thay đổi nhanh chóng những người lãnh đạo không mang lại thành công, ngược lại đội bóng phải xuống hạng First Division cuối mùa giải 2009-10.
Mùa giải 2010-11, phong độ tệ hại của câu lạc bộ vẫn tiếp tục, điều đó cũng không được cải thiện khi có cả ba huấn luyện viên mới Phil Read, Rob Pattwell và Simon Braine, người sau cùng lái câu lạc bộ tránh khỏi xuống hạng.
Mùa giải 2011-12, Simon làm việc với Charlie Marshall mặc dù mối quan hệ này chỉ kéo dài 12 tháng. Mùa giải này câu lạc bộ đã gọi về các cựu cầu thủ Scott O’Donoghue và Pablo Ardiles để giúp đội bóng trở lại vị trí đứng đầu.
Mùa giải 2013-14, Welwyn Garden City trở lại dưới sự chỉ đạo của Adam Fisher, với một mùa giải thành công và kết thúc ở vị trí thứ 4.
Mùa giải 2014-15, người dân đặt nhiều hi vọng và đội bóng, với một thành tích ấn tượng ở FA Cup và FA Vase khi Welwyn chỉ thất bại trước Thurrock 2-0 ở vòng 1.
Họ tiếp tục giành cú đúp đầu tiên trong lịch sử ở Spartan South Midlands Division One và the Spartan South Midlands Division One Cup. Welwyn được lên hạng lần đầu tiên sau 5 năm với thành tích thắng 29, hòa 5, thua 6.
Câu lạc bộ cũng nổi tiếng hơn, số lượng khán giả trung bình là 92 và cao nhất là hơn 350 ở ngày Tặng quà (Boxing Day) trong trận Derby với kình địch Hatfield Town và kết quả là phần thắng nghiêng về Welwyn.

## Danh hiệu
- South Midlands League
  - Vô địch: 1973-74
  - Á quân: 1985-86
- Spartan South Midlands League Division One 
  - Vô địch: 2014-15
- Spartan South Midlands League Division One Cup
  - Vô địch: 2014-15